# Habitatges a la plaça Usatges, 1-6 (Sabadell)
Els Habitatges a la plaça Usatges, 1-6 és una obra de Sabadell (Vallès Occidental) inclosa a l'Inventari del Patrimoni Arquitectònic de Catalunya.

## Descripció
Conjunt d'habitatges entre mitgeres, situats davant d'una plaça. Consta de tres unitats amb quatre habitatges cadascun, dos a la planta baixa amb accés independent i dos als pisos amb l'accés per una escala comuna. Façana arrebossada, de composició senzilla estimable per la seva homogeneïtat. Totes les obertures de la façana són de forma rectangular.